# Újezd u Tišnova
Újezd u Tišnova (in tedesco Aujest) è un comune della Repubblica Ceca facente parte del distretto di Brno-venkov, in Moravia Meridionale.